# Comitato Olimpico Messicano
Il Comitato Olimpico Messicano (Comité Olímpico Mexicano in spagnolo) è un'organizzazione sportiva messicana, nata nel 1923 nel distretto di Lomas de Sotelo, Città del Messico, Messico.
Rappresenta questa nazione presso il Comitato Olimpico Internazionale dal 1923 e ha lo scopo di curare l'organizzazione e il potenziamento dello sport in Messico e, in particolare, la preparazione degli atleti messicano, per consentire loro la partecipazione ai Giochi olimpici. L'associazione è membro dell'Organizzazione Sportiva Panamericana.
L'attuale presidente dell'organizzazione è Felipe Muñoz Kapamas, mentre la carica di segretario generale è occupata da Ricardo Contreras Hernàndez.